# Chmieleniec
Chmieleniec is een plaats in het Poolse district  Wejherowski, woiwodschap Pommeren. De plaats maakt deel uit van de gemeente Łęczyce en telt 163 inwoners.